# أنسطاس حنانيا
أنسطاس عيسى داود حنانيا ( 1903- 1995) محامي وسياسي ووزير أردني من أصل فلسطيني، ولد في القدس . درس في الجامعة الأميركية في بيروت ثم في معهد الحقوق الفلسطيني في القدس، عمل بعدها قاضيًا للصلح في يافا.
وهو والد الطبيب الأردني داود حنانيا.
كان أنسطاس حنانيا من رجالات الحركة الوطنية الفلسطينية، وشارك في تأسيس حزب الدفاع الوطني، وكان عضواً في مجلس بلدية القدس في عام 1935م.

## مناصبه

### مجلس الأعيان
كان عضو مجلس الأعيان الأردني في الفترات 1/11/1967، 20/1/1979، 20/1/1983.

### في الحكومة
تسلّم عدداً من الحقائب الوزارية في إحدى عشرة حكومة، كوزارة الخارجية والعدل والمالية والبريد والبرق والإنشاء والتعمير، كانت في الحكومات التالية:
- حكومة سعيد المفتي (12/4/1950م): وزيراًً للبرق والبريد. وهي أوَّل حكومة تشكّلت بعد توحيد الضفتين. وأصبح وزيراًً للاجئين ووزيراًً للإنشاء والتعمير في تعديل جرى في 5 آب (أغسطس) 1950.
- حكومة سعيد المفتي (14/10/1950م): وزيراًً للإنشاء والتعمير.
- حكومة سمير الرفاعي (4/12/1950): وزيراًً للإنشاء والتعمير. ثم أصبح وزيراًً للزراعة بالإضافة إلى وزارة الإنشاء والتعمير في تعديل جرى في 24 نيسان (أبريل) 1951. ثم أصبح وزيراًً للتجارة ووزيراً للإنشاء والتعمير في تعديل ثالث جرى على الحكومة في 12 تموز (يوليو) 1951.
- حكومة توفيق أبو الهدى التاجي الفاروقي (25/7/1951م): وزيراًً للزراعة ووزيراًً للإنشاء والتعمير.
- حكومة توفيق أبو الهدى (8/9/1951م): وزيراًً للعدلية ووزيراًً للإنشاء والتعمير.
- حكومة فوزي الملقي (5/8/1953م): وزيراً للتجارة، وهي أول حكومة في عهد الملك الحسين بن طلال.
- حكومة توفيق أبو الهدى (4/5/1954م): وزيراً للتجارة.
- حكومة توفيق أبو الهدى (24/10/1954م): وزيراً للمالية.
- حكومة سمير الرفاعي (9/1/1956م): وزيراً للمواصلات ووزيراً للإنشاء والتعمير بموجب تعديل جرى عليها في 1/4/1956م.
- حكومة إبراهيم هاشم (24/4/1957م): وزيراً للمالية ووزيراً للاقتصاد.
- حكومة سمير الرفاعي (18/5/1958م): وزيراً للمالية ووزيراً للاقتصاد الوطني.
- حكومة هزاع المجالي (6/5/1959م): وزيراً للعدلية ووزيراً للمواصلات.